# Chiesa di San Francesco (Rapallo)
La chiesa di San Francesco d'Assisi è un luogo di culto cattolico situato nel comune di Rapallo, in piazza San Francesco d'Assisi, nella città metropolitana di Genova.

## Storia

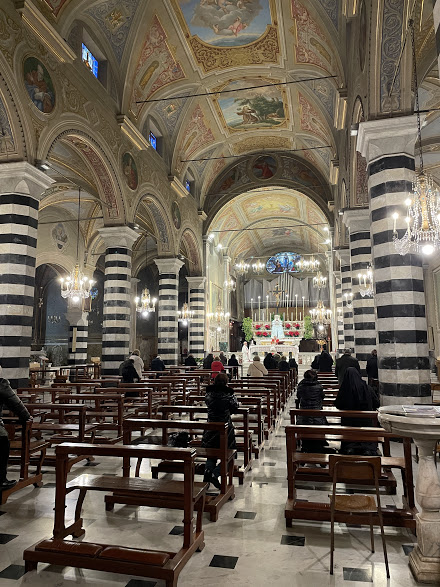
La navata centrale

La sua costruzione è risalente al 1519 grazie alla donazione del terreno ai Minori osservanti che, insieme alla podestà rapallese, iniziarono l'opera di edificazione. Il convento, adiacente alla chiesa, viene restaurato e ceduto ai Frati Minori nel 1601 per ordine pontificio di papa Clemente VIII.
Il 12 novembre del 1798 il convento adiacente alla chiesa, con la vigente normativa napoleonica della Repubblica Ligure sulla soppressione degli ordini religiosi, venne convertito in scuola primaria con l'insegnamento della lingua italiana ed elementi di calcolo basilari. Nel 1812 il governo imperiale napoleonico cedette i due locali ecclesiastici all'amministrazione dell'ospedale di Sant'Antonio (quest'ultimo sede attuale del municipio). La scuola diventò così di proprietà ospedaliera che, dopo dieci anni di lavori per l'ampliamento, nel 1818 presentò l'edificio con nuove stanze adibite a dormitori per alunni ed insegnanti in una sorta di collegio scolastico.
Nel 1850, dopo la cessione da parte dell'ente ospedaliero di Sant'Antonio, la scuola-collegio divenne ufficialmente di proprietà della municipalità di Rapallo, dichiarando a tutti gli effetti l'edificio come scuola e collegio reale del Regno di Sardegna. Per garantire l'insegnamento fu scelto l'affidamento della direzione scolastica all'Ordine dei Padri Somaschi. Dal 20 luglio 2025, con il trasferimento definitivo degli ultimi religiosi dell'ordine da Rapallo, la gestione della chiesa e la sua funzione di culto è passata per determina della giunta comunale alla Parrocchia dei Santi Gervasio e Protasio di Rapallo.

## Descrizione

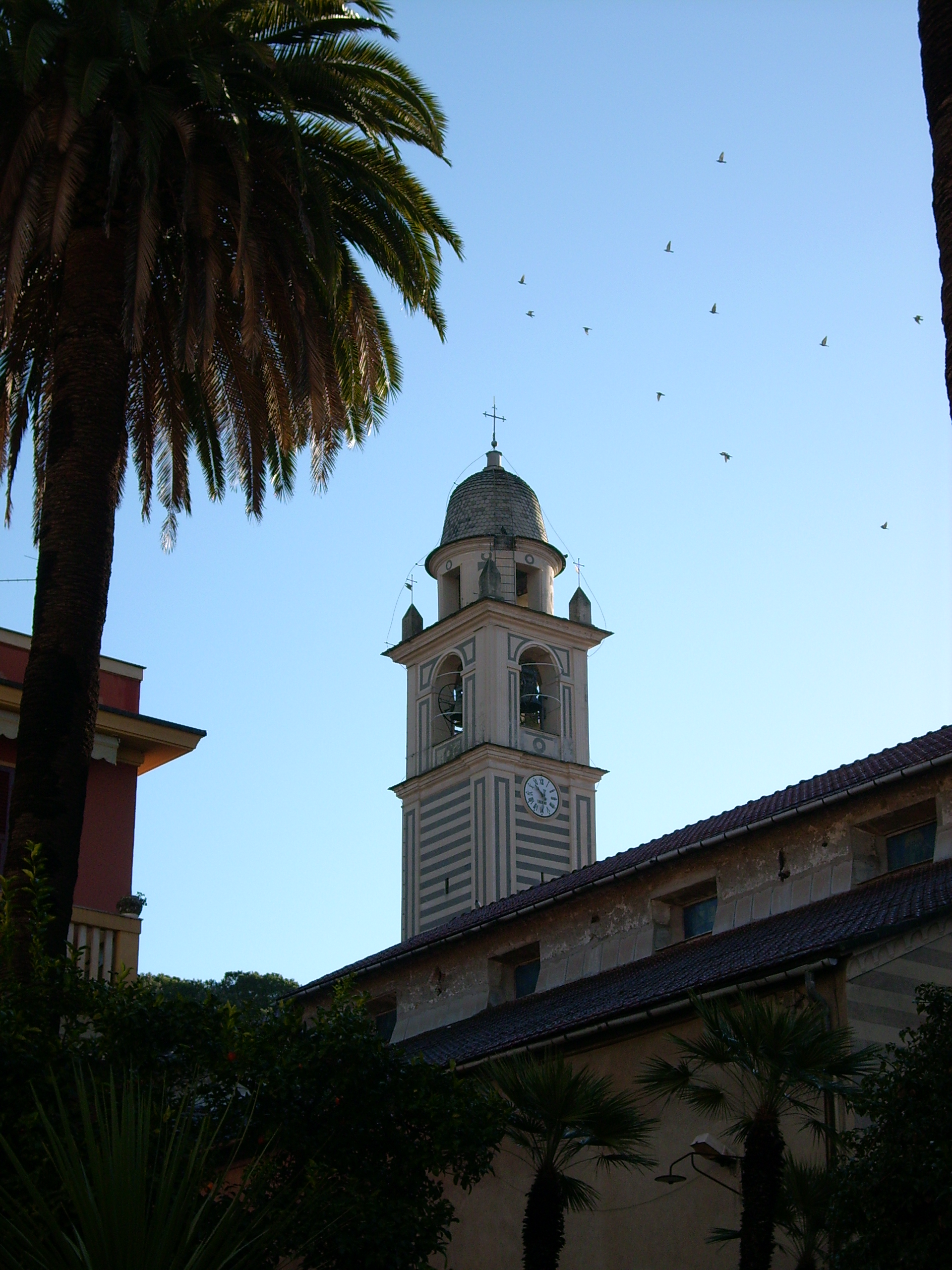
Particolare del campanile

L'interno, costituito da quattro navate (l'unica chiesa del territorio rapallese con tale caratteristica strutturale) divise da pilastri ottagonali bicromi, conserva il dipinto nel primo altare della navata destra ritraente Sant'Antonio risuscita un morto attribuita al pittore Giovanni Battista Borzone e nella cappella a sinistra della navata maggiore il gruppo ligneo dello scultore Anton Maria Maragliano raffigurante il Cristo incoronato di spine. In chiesa è anche una tela toscaneggiante con il Miracolo di San Diego di Giovanni Domenico Cappellino probabilmente databile all'ultimo decennio del Cinquecento.